# Pałac w Bieczu
Pałac w Bieczu (niem. Schloss Bietzsch) – zabytkowy pałac we wsi Biecz (województwo lubuskie). Pierwotnie renesansowy dwór z XVI w.
Pierwsza wzmianka o dworze rycerskim, zwanym starym zamkiem, pojawiła się w 1320 razem z nazwiskiem Lorenza von Wiedebacha. W 1614 Hans V von Wiedebach (zm.1630) sprzedał część wsi wraz z nowym zamkiem swemu kuzynowi Georgowi III von Wiedebachowi.
Siedziba rodziny von Wiedebach rozbudowana została w drugiej połowie XVII w.; następnie przekształcona w pałac przez Friedricha von Wiedebach a potem przebudowana XVIII/XIX w. Piętrowy obiekt zbudowany na planie kwadratu (korpus), kryty dachem czterospadowy z lukarnami. Do pałacu dobudowano dwa parterowe skrzydła, wysunięte ku przodowi, zwieńczone dachami naczółkowymi, które stworzyły rzut w kształcie litery U. Pałac jest częścią zespołu pałacowego z XVIII w., przebudowanego w XIX w., w skład którego wchodzą jeszcze:
- wieża bramna z portalem w formie dwóch fryzów podtrzymujących fronton w kształcie sans retoure zawierający kartusze z herbami: Otto von Wiedebacha (zm. 1703[4], L) i Johanny von Houwald (1670-1725[5], P);
- oficyna zachodnia (niem. Kavaliershaus) wybudowana na planie prostokąta, kryta dachem mansardowym, w elewacji północnej herby von:  Paula Friedricha Wiedebacha und Nostitz-Jӓnkendorf (1884–1961) i jego żony Asty von Löbbecke. Druga oficyna nie istnieje[6]
- park krajobrazowy[7][8].

## Właściciele
- Georg II (zm. 1594)
  - Georg III von Wiedebach (zm. 1619) ⚭ Katharina von Dyherrn
    - Otto von Wiedebach (+1621), bezdzietny
    - Georg IV von Wiedebach (1601-1657) ⚭ Anna von Glaubitz (zm. 1630)
      - Otto II von Wiedebach (1623-1659) ⚭ Barbara Dorothea von Gassen (1638-1695)
        - Liborius von Wiedebach (*+1657)
        - Otto Georg von Wiedebach (1659–1703) ⚭ Johanna von Houwald (1670-1725)[9], bezdzietny
        - Georg V von Wiedebach (1655-1731) trzy żony
          - pięć córek
          - Friedrich Gottlob von Wiedebach (1707-1772) ⚭ Friderike von Falkenhann (1718-1785)
          - Otto Gottlob von Wiedebach (1702-1750) ⚭ Johanna von Dallwitz, bezdzietny
            - Ludwig Renatus  von Wiedebach (+1782) ⚭ Auguste Friederike von Aderkas, bezdzietny
            - Friedrich Gottlob  von Wiedebach (1744-1800) ⚭ Helene a.d. Jeserig auf Beitzschund
              - Karl Friedrich Erdmann von Wiedebach (1779-1847) ⚭ Friederike Elisabeth von Nostitz-Jӓnkendorf (...)
              - Friedrich Heinrich Wilhelm von Wiedebach (1772-1831) ⚭ Helena Mielęcka ⚭  Katarzyna Mielęcka herbu Ciołek[10]
                - Carl Friedrich Alexander (1804–1873) (...) sprzedał majątek:
                  - Karl Friedrich Erdman von Wiedebach und Nostitz-Jӓnkendorf (1810–1873) ⚭ Anna von Ungern-Sternberg 
                    - Karl Gottlieb  von Wiedebach(inne języki) (1844–1910) ⚭ Elisabeth Louise von und zu Mansbach (zm. 1928)[11]
                    - Kurta Alfreda (1851–1906) ⚭ Helene Katherine Vietinghoff-Scheel[12]
                    - Paul Friedrich (1848–1923)(inne języki) ⚭ Hedwig von Seydewitz 
                      - Paul Friedrich von Wiedebach und Nostitz-Jӓnkendorf (1884–1961)  ⚭ Asta von Löbbecke, właściciel do 1945[13][14][15]

## Galeria

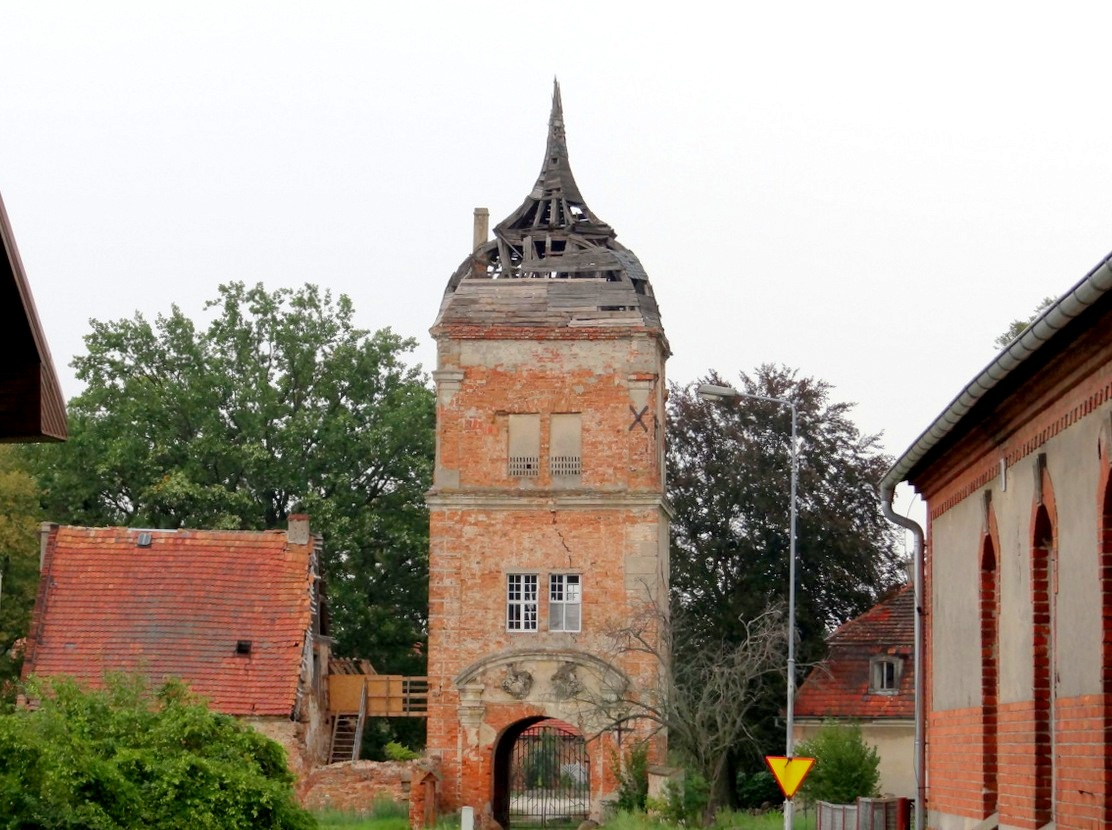
Brama z herbami Wiedebach i Houwald
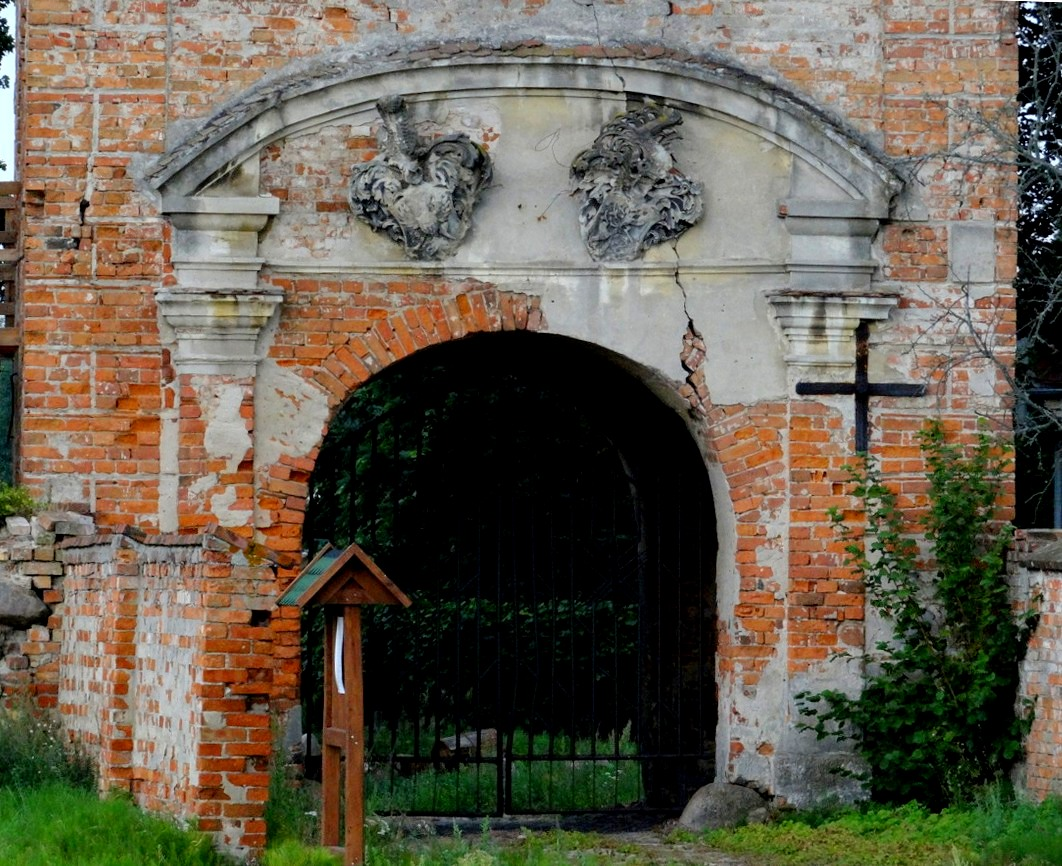
Portal z herbami Wiedebach i Houwald
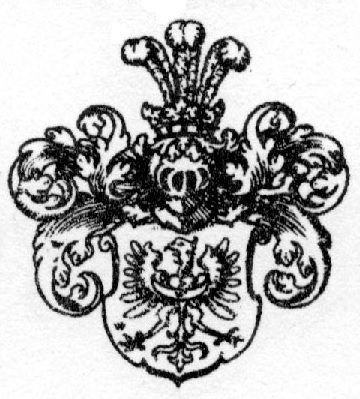
Herb Otto Wiedebach (1659–1703)
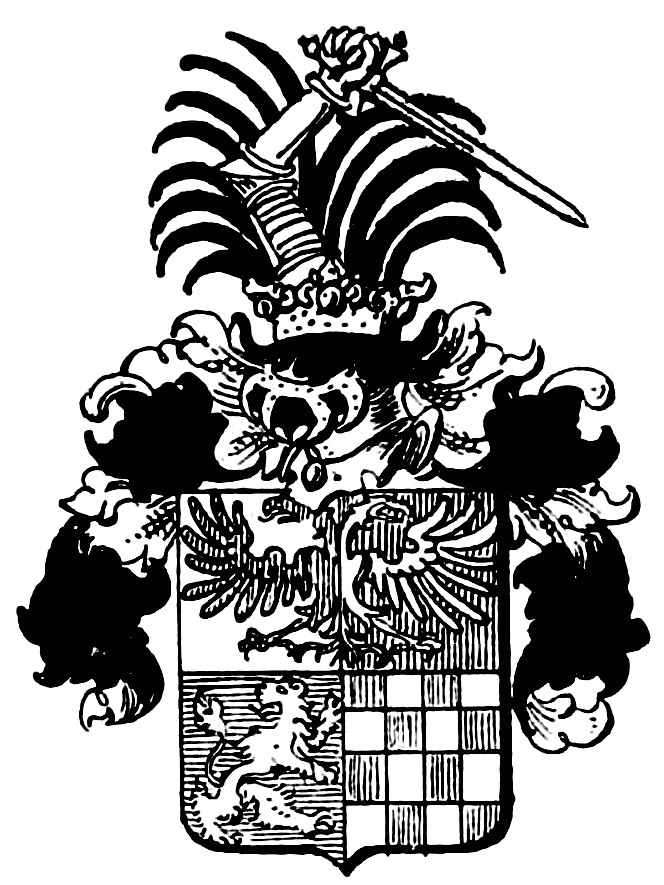
Herb Johanny von Houwald (1670-1725)
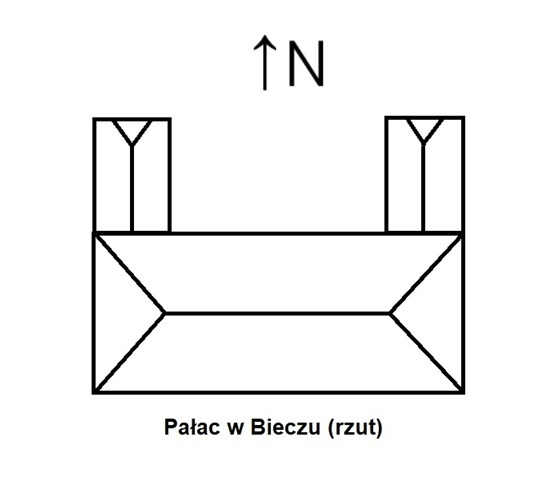
Rzut pałacu
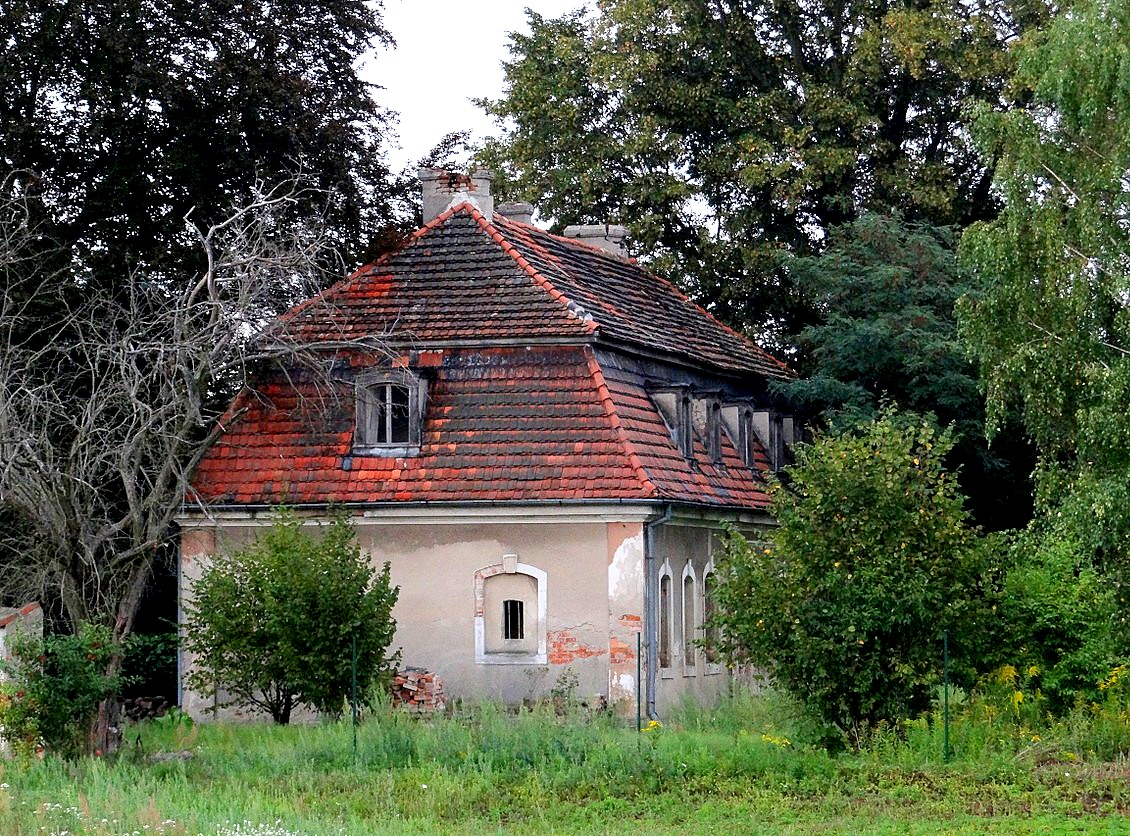
Oficyna z herbami Wiedebach Löbbecke
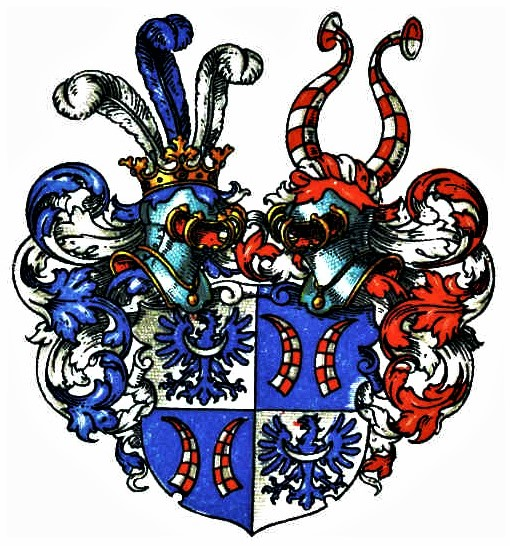
Herb Paula Wiedebacha Nostitz-Jӓnkendorf (1961)
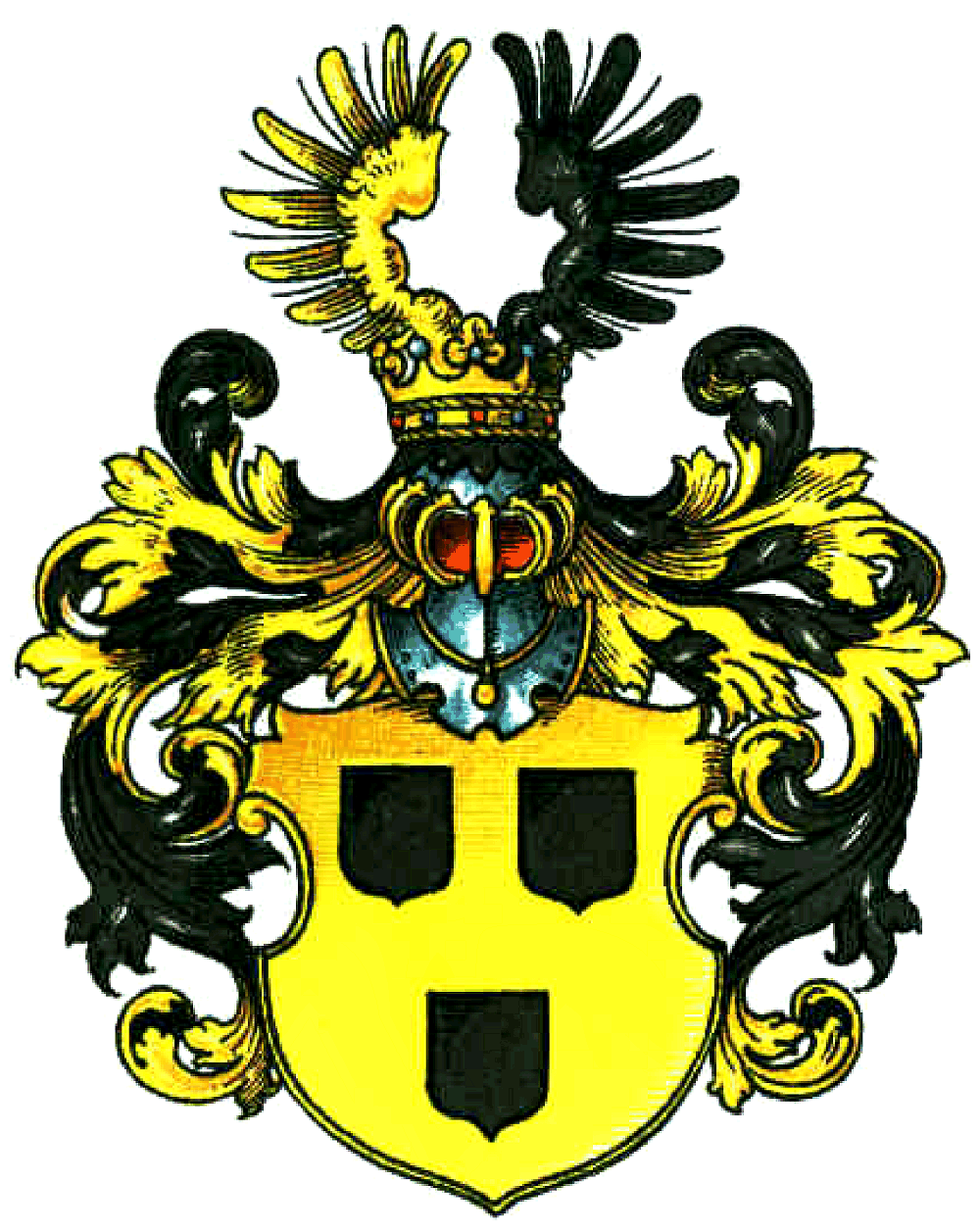
Herb Asty von Löbbecke